# Knini Krajina
A Knini Krajina (horvátul: Kninska Krajina) Horvátország földrajzi és történelmi régiója a Dalmát Zagora területén, Šibenik-Knin megyében. 

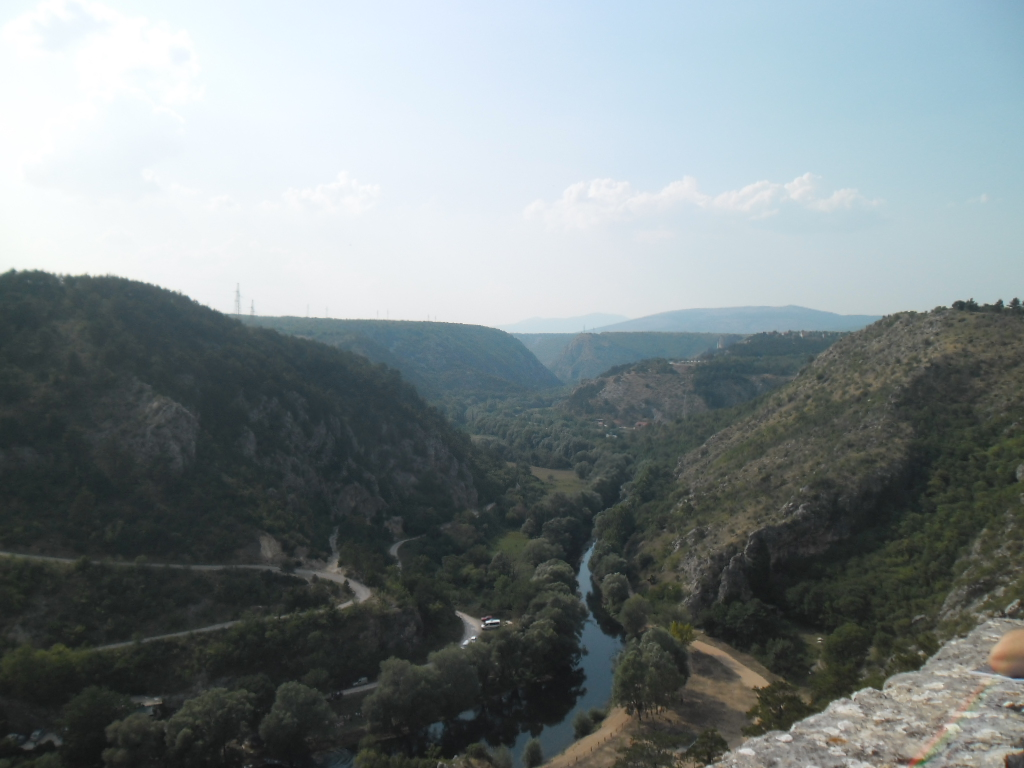
A Knini Krajina látképe

## Fekvése
A Knini Krajina Knin város vidékét öleli fel. Délnyugatra Bukovica, délkeletre a Cetini Krajina, északnyugatra Lika, délre a Drniši Krajina határolja.

## Története
A szlávok a 6. században telepedtek meg ezen a vidéken és Knint a tizenkét horvát nemzetség egyikének központjává tették. Maga a horvát állam is eredetileg Dalmácia területén jött létre. Knin írásos említése a 10. században „Tnen” zsupánság központjaként Bíborbanszületett Konstantin bizánci császárnak a „A birodalom kormányzásáról„ írt művében található.  1040-ben nyugati szertartású egyházmegyei központ lett, melynek fennhatósága egészen a Dráváig terjedt. Knin püspöke nem csak egyházi méltóságot viselt, de fontos állami tisztségeket is betöltött. Ezért 1330-ig horvát püspökségnek, majd ezután megszűnéséig 1493-ig knini püspökségnek nevezték. Dmitar Zvonimir horvát király székhelye Kninben volt, amely azonban az önálló horvát állam megszűnésével elveszítette korábbi jelentőségét.
A 12. századtól a Magyar Királyság részeként Knin a horvát bánok székhelye lett. Vára 1345-től királyi vár, a horvát bánok igazgatása alatt. 1394-ben Garai Miklós nádor a vár alatt győzte le Hrvatinić Vuk bánt. 1401-ben várnagya megvédte a lázadóktól, 1403-ban Nápolyi László híveié lett. 1405-ben Zsigmond visszafoglalta. Miután 1463-ban Bosznia török uralom alá került falai alatt egyre gyakrabban jelent meg a török sereg bizonytalanná téve a környékbeli falvak életét. Az itteni lakosság a szigetekre, a jól védett dalmát városokba, valamint az ország északi részeire menekült. A legnagyobb méretű menekültáradat 1493-ban indult el Knin vidékéről. Az oszmán hódítók előfutáraként a felperzselt föld taktikáját alkalmazva pravoszláv vallású martalócok jelentek meg ezen a területen. A gyakori támadások következtében a vár és a város védelme a 16. század elején tovább gyengült, végül 1522-ben elfoglalta a Gázi Huszrev bég vezette török sereg.
A Velencei Köztársaság Knin birtoklását a Dalmácia feletti uralom biztosítékának tekintette, ezért kétszer is sikertelenül próbálta visszafoglalni 1648-ban és 1653-ban. Végül a török sereg 1683-as Bécs alatti veresége adott alkalmat arra, hogy Velence a horvát erők segítségével 1688-ban felszabadítsa a várat és a várost. Az 1797-es Campo Formió-i béke értelmében Dalmácia és vele Knin a Habsburg Birodalom része lett. Az 1805-ös pozsonyi béke Dalmáciával együtt a Francia Császársághoz csatolta, 1809-től az Illír tartományokba tagolták be. Napóleon lipcsei veresége után 1813-ban visszakerült osztrák uralom alá, mely 1918-ig a Dalmát Királyság részeként Zárából igazgatta. Az osztrák uralom első évtizedeiben a gazdasági élet, a közélet és a kultúra nem sokat fejlődött, bár a horvát nemzeti ébredés eszméi itt is visszhangra találtak. Kninnek ebben az időszakban főként védelmi jelentősége volt köszönhetően az osztrák-török határhoz közeli fekvésének.
Ausztria-Magyarország összeomlása után 1918-tól a Knini Krajina Horvátország más részeivel a Jugoszláv Királyság része lett. Mivel az új délszláv államban a szerbek voltak túlsúlyban, a szerb érdekek érvényesültek. A jugoszláv hatóságok ösztönözték a szerbek további letelepedését. A második világháború után a szocialista Jugoszlávia részeként a horvát tagköztársaság része lett. Az 1990-es évek elején, a modern horvát állam létrehozása ellen fellázadt a helyi szerb lakosság. A felkelést valójában Belgrád ösztönözte, amely Horvátország területének nagy részét Szerbiához akarta csatolni. A szerb felkelők még a „krajina” névvel is visszaéltek, melyet félkatonai alakulataik és szakadár államuk nevében használtak. A Knini Krajinát több éves szerb megszállás után 1995 augusztusában a Vihar hadművelettel szabadította fel a horvát hadsereg, majd ismét visszakerült a Horvát Köztársaság alkotmányos és jogi rendjébe.

## Fordítás
Ez a szócikk részben vagy egészben  a   Kninska krajina című horvát Wikipédia-szócikk ezen változatának fordításán alapul.  Az eredeti cikk szerkesztőit annak laptörténete sorolja fel. Ez a jelzés csupán a megfogalmazás eredetét és a szerzői jogokat jelzi, nem szolgál a cikkben szereplő információk forrásmegjelöléseként.